# Caruso (canção)

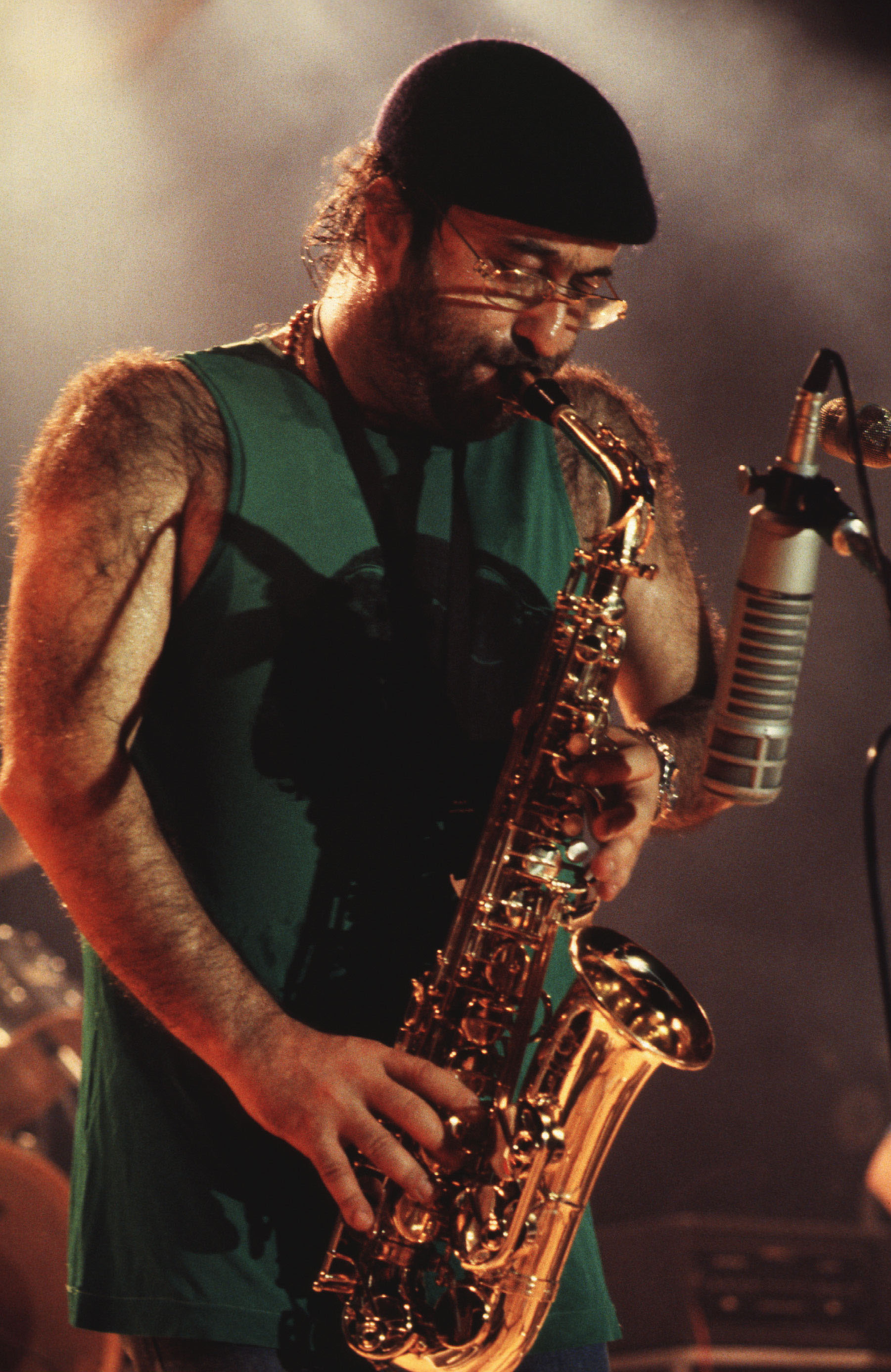
Lucio Dalla

"Caruso" é uma canção escrita pelo cantor e compositor italiano Lucio Dalla em 1986. É dedicado a Enrico Caruso, um tenor italiano. Após a morte de Lucio Dalla, a canção entrou nas Italian Singles Chart, chegando ao número dois por duas semanas consecutivas  O single também foi certificado de platina pela Federazione Industria Musicale Italiana.
No Brasil, Caruso fez parte da trilha da novela De Corpo e Alma, como tema do personagem Diogo, interpretado por Tarcísio Meira em 1992.